# Olga Korbut
Olga Valentinovna Korbut (born 16 May 1955) bivša je gimnastičarka koja se takmičila za Sovjetski savez. S nadimkom „Vrabac iz Minska”, ona je osvojila je četiri zlatne i dve srebrne medalje na Letnjim olimpijskim igrama, na kojima se takmičila 1972. i 1976. za sovjetsku ekipu, i bila je inauguralni pokretač Međunarodne gimnastičke dvorane slavnih 1988. godine.
Dok se Korbutova povukla iz gimnastike 1977. u svojoj 22 godini, što se smatralo mladim za gimnastičare tog razdoblja, njen uticaj i nasleđe u gimnastici bio je dalekosežan. Olimpijski nastupi Korbutove iz 1972. godine uveliko se smatraju redefinisanjem gimnastike, menjanjem sporta od naglašavanja baleta i elegancije do akrobatike, kao i promena popularnog mišljenja o gimnastici od marginalnog sporta do jednog od najpopularnijih sportova na svetu.

## Detinjstvo i mladost
Korbutova je rođena u Grodnu od oca Valentina i majke Valentine Korbut. Nakon Drugog svetskog rata, porodica se preselila u Grodno iz Dubnjakija (malog grada u blizini Kalinkavičija). Počela je da trenira sa 8 godina, a u 9. godini je upisana u Belorusku sportsku školu na čelu sa trenerom Renaldom Knišom. Tu je Korbutovu prvo trenirala Jelena Volčeckaja, osvajačica zlatne olimpijske medalje (1964), ali je prebačena u Knišovu grupu godinu dana kasnije. On ju je u početku smatrao „lenjom i kapricioznom”, ali je takođe video potencijal u njenom velikom talentu, neobično savitljivoj kičmi i harizmi. S njim je naučila teško unazadno prevrtanje preko glave na balansnoj gredi. To je debitovala na takmičenju u SSSR-u 1969. Iste godine, Korbut je izvršila preokret unazad sa hvatanjem na asimetričnom razboju. To je prvi takav potez koji je ikad izvela žena na razboju.
Zauzela je peto mesto na svom prvom takmičenju na šampionatu SSSR-a 1969, gde joj je bilo dozvoljeno da se takmiči kao 15-godišnjakinja. Sledeće godine je osvojila zlatnu medalju u preskoku.

## Olimpijske igre
Na Letnjim olimpijskim igrama 1972. godine u Minhenu, akrobacitika Korbutove i otvorena gimnastika na visokom nivou doneli su joj veliku slavu. Do današnjeg dana su još uvek veoma popularni stražnji potisak i Korbutov flip (svetski šampion Fan Je je 2003. godine izvela obe u svom nastupu).
Tokom Olimpijskih igara Korbutova je bila jedan od sveukupnih favorita nakon svog dinamičnog nastupa u timskoj konkurenciji; međutim, napravila je tri propusta u svojoj izvedbi na gredi te je titula otišla njenoj koleginici iz ruskog tima Ljudmili Turiščevoj. Uprkos toga, Korbutova je osvojila tri zlatne medalje za nastupe na gredi, parteru i ekipnom takmičenju. U jednom od najspornijih finiša svih vremena, uzela je srebrnu medalju na dvovisinskom razboju. Korbutov prvi pokušaj u njenoj rutini na dvovisinskom razboju bio je narušen sa nekoliko grešaka koje su skoro okončale njene šanse za osvajanje sveukupne zlatne medalje. Sutradan je Korbutova ponovila istu rutinu u finalu turnira, ovog put uspešno. Nakon što su monitori prikazali ocenu od 9,8, publika je počela da zviždi i izvikuje vulgarne ogorčene primedbe sudijama, smatrajući da je njen rezultat prenizak. To se trajalo nekoliko minuta, ali sudije su odbile da promene njen rezultat.
Korbut je najpoznatija po rutinama na dvovisinskom razboju i gredi, kao i po svojim harizmatičnim nastupima koji su očaravali publiku.

## Penzionisanje i život posle Olimpijade
Korbutova je 1977. godine diplomirala na Pedagoškom institutu u Grodno, postala nastavnik, i nakon toga se povukla sa takmičenja u gimnastici. Udala se za Leonida Bortkeviča, koji je bio član beloruskog narodnog benda Pesnijari. Par je imao sina Ričarda, rođenog 1979. Korbut je 1988. godine bila prva gimnastičarka koja je primljena u Međunarodnu gimnastičku galeriju slavnih.
Godine 1991, ona i njena porodica su emigrirali u Sjedinjene Države, jer su bili zabrinuti zbog posledica katastrofe u Černobilju na Belorusiju. Nastanili su se u Nju Džersiju, gde je predavala gimnastiku. Dve godine kasnije preselili su se u Džordžiju, SAD, gde je nastavila da radi kao trener. Korbut i Bortkevič su se razveli 2000. godine; ona je iste godine postala naturalizovana državljanka SAD. Godine 2002. Korbut se preselio u Skotsdejl, Arizona, da bi postao glavni trener u Skotsdejlske gimnastike. Korbutova se suočio sa Darvom Konger u epizodi Celebrity Boxing koja je emitovana 22. maja 2002. Konger je pobedila jednoglasnom odlukom. Korbut živi u Skotsdejlu, Arizona. Sada radi sa privatnim učenicima gimnastike i bavi se motivacionim govorom.
Korbut je otputovala u London na Letnje olimpijske igre 2012. Gledala je gimnastička takmičenja u North Grinvič Areni, dajući komentare putem Tvitera i Fejsbuka.. Tokom Olimpijskih igara Kraljevska opera je bila domaćin izložbe koju je kreirala sa Olimpijskim muzejom u Lozani, Švajcarska, pod nazivom Olimpijsko putovanje, priča o igrama. Pored istorijskih artefakata, na izložbi su predstavljene lične priče 16 osvajača olimpijskih medalja, uključujući Korbut. Korbutova je proslavila 40. godišnjicu svojih olimpijskih pobeda nastupom na izložbi 3. avgusta. Rekla je „Nisam ovo ni očekivala. Tako mi je čast što sam ovde.”
Godine 2017, Korbut je prodala svoje olimpijske medalje iz 1972. i 1976. godine (uključujući dva zlata i srebro sa Olimpijskih igara u Minhenu) za 333.500 dolara na Aukcijama nasleđa.
Godine 1999, progovorila je o navodnom seksualnom napadu i silovanju koje je pretrpela od strane svog trenera Renalda Kniša, što je on negirao. Kasnije 2018. godine, Korbut se pojavila u TV emisiji u kojoj je ponovo progovorila o nekoliko incidenata u kojima je tvrdila da ju je njen trener seksualno napao. Kao rezultat toga što je Korbut javno govorila, nekoliko drugih gimnastičarki koje su takođe trenirale pod Knišom govorilo je o sličnim incidentima kao što je Korbutova navodila.

## Nasleđe
Posle Olimpijskog takmičenja 1972. srela se i sa predsednikom Sjedinjenih Država Ričardom Niksonom u Beloj kući. Korbut je o sastanku rekla: „Rekao mi je da je moj nastup u Minhenu učinio više za smanjenje političkih tenzija tokom Hladnog rata između naše dve zemlje nego što su ambasade mogle da urade za pet godina.“ Pored toga što je u velikoj meri promovisala gimnastiku širom sveta, ona je takođe doprinela značajnoj promeni u stilu samog sporta. Pre 1972. godine, sportisti su uglavnom bili stariji i fokus je bio na eleganciji, a ne na akrobacijama. U deceniji nakon Korbutovog olimpijskog debija, naglasak je obrnut. Korbutova je na Olimpijskim igrama 1972. godine, sa zlatnom medaljom, sa 4 ft 11 in (1,50 m) i 82 lb (37 kg), predstavljala primer namernog i svrsishodnog trenda prema manjim ženama u sportu.
Njeno olimpijsko dostignuće 1972. donelo joj je zvanje BBC-jeve sportske ličnosti godine i ABC-jevu Wide World of Sports titulu atlete godine. U britanskoj anketi koju je sproveo Kanal 4 2002. godine, javnost je izglasala da „Olga Korbut šarmira svet“. Njen olimpijski nastup je na 46. mestu na spisku 100 najvećih sportskih trenutaka.
Svojim prikazom umeća i gracioznosti Korbut i Komaneči donele su neviđenu popularnost ovom sportu početkom i sredinom 1970-ih, atributi koji se danas smatraju izgubljenom veštinom u gimnastici sa atletizmom koji ima prednost.

## Napomene
1. ↑  beloruski. Во́льга Валянці́наўна Ко́рбут, Volha Valancinaŭna Korbut; рус.

## Literatura
- Korbut, Olga; Ellen Emerson-White (1992). My Story: The Autobiography of Olga Korbut. Random House. ISBN 978-0-7126-5495-1.

## Spoljašnje veze
- Званични веб-сајт